# Priyanka Vadra
Priyanka Gandhi Vadra (Hindi प्रियंका  गांधी वाड्रा, geboren am 12. Januar 1972  in Delhi, Indien) ist als Tochter von Rajiv und Sonia Gandhi ein Mitglied der Nehru-Gandhi-Familie. In der englischsprachigen indischen Presse wird sie meist mit ihrem Geburtsnamen Priyanka Gandhi (Hindi प्रियंका गांधी) angesprochen.

## Berufliche Laufbahn
Priyanka Gandhi wurde 1972 als zweites Kind von Rajiv Gandhi und dessen aus Italien stammender Ehefrau Sonia geboren. Ihre Großmutter väterlicherseits Indira Gandhi war zu diesem Zeitpunkt Premierministerin Indiens. Sie hat einen 1970 geborenen älteren Bruder, Rahul Gandhi. Priyanka wuchs in Delhi auf und besuchte dort die Modern School und das Jesus and Mary College der University of Delhi in Neu-Delhi. Anschließend studierte sie Psychologie an der University of Delhi.
Ein einschneidendes Ereignis in ihrem Leben war zum einen die Ermordung ihrer Großmutter Indira Gandhi am 31. Oktober 1984, als Priyanka 12 Jahre alt war, und die Ermordung ihres Vaters Rajiv Gandhi am 21. Mai 1991, als sie 19 Jahre alt war. Nachdem ihre Mutter Sonia Gandhi 1998 die Führung der Kongresspartei übernommen hatte, unterstützte sie diese tatkräftig im Wahlkampf vor den Parlamentswahlen 1998 und 1999. Politische Beobachter äußerten danach die Vermutung, dass Priyanka Vadra (inzwischen hatte sie geheiratet) ein künftiges Zugpferd der Kongresspartei werden würde. Sie erklärte jedoch, dass sie sich ausschließlich zur Unterstützung ihrer Mutter in den Wahlkampf begeben habe und keine Absichten habe, Politikerin zu werden.
In der Folgezeit nahm sie tatsächlich keine politischen Ämter oder Funktionen an. Während des Wahlkampfes vor der Parlamentswahl 2004 koordinierte sie die Kampagne ihrer Mutter und unterstützte auch den Wahlkampf ihres Bruders, ohne in eigener Sache politisch aktiv zu werden. Immer wieder hat es seitdem Spekulationen gegeben, dass Priyanka Vadra doch in die Politik einsteigen würde. Trotz verschiedener Aufforderungen seitens führender Kongress-Politiker hat sie dies bisher immer abgelehnt.

## Privates
Am 18. Februar 1997 heiratete Priyanka Gandhi den indischen Geschäftsmann Robert Vadra und nahm dessen Familiennamen an. Die beiden haben zwei Kinder, Raihan und Miraya. Die indische Presse beschäftigte sich eine Zeitlang mit dem playboyhaften Auftreten von Robert Vadra, der gerne mit Sonnenbrille auf einem seiner zahlreichen Motorräder posierte. In einem Interview mit der Times of India meinte Vadra, dass er sich vorstellen könne, in die Politik zu gehen, wenn dies von Seiten seiner Familie unterstützt würde. Die Kongresspartei, die bisher ablehnend sei, habe das dann zu akzeptieren („If I do join politics, it will be with my family's consent. It will be planned. Then I suppose, people will have to accept it.“).
Privat interessiert sich Priyanka Vadra für buddhistische Philosophie und praktiziert Vipassana.